# Ґленелла-Ленсдовн
Ґленелла-Ленсдовн (англ. Glenella-Lansdowne) — муніципалітет в Канаді, у провінції Манітоба.

## Населення
За даними перепису 2016 року, муніципалітет нараховував 1181 особу, показавши скорочення на 5,1%, порівняно з 2011-м роком. Середня густина населення становила 0,9 осіб/км².
З офіційних мов обидвома одночасно володіли 10 жителів, тільки англійською — 1 165. Усього 280 осіб вважали рідною мовою не одну з офіційних, з них 10 — українську.
Працездатне населення становило 68,3% усього населення, рівень безробіття — 7,1% (10,8% серед чоловіків та 0% серед жінок). 53,6% осіб були найманими працівниками, а 43,8% — самозайнятими.
Середній дохід на особу становив $28 793 (медіана $24 224), при цьому для чоловіків — $29 975, а для жінок $27 315 (медіани — $26 816 та $22 144 відповідно).
31,1% мешканців мали закінчену шкільну освіту, не мали закінченої шкільної освіти — 33,5%, 35,4% мали післяшкільну освіту, з яких 15,5% мали диплом бакалавра, або вищий.
| Статево-вікова структура населення | Статево-вікова структура населення | Статево-вікова структура населення | Статево-вікова структура населення | Статево-вікова структура населення |
| ---------------------------------- | ---------------------------------- | ---------------------------------- | ---------------------------------- | ---------------------------------- |
|                                    |                                    |                                    |                                    |                                    |
| Всього                             | Всього                             | 53,6%46,4%                         |                                    |                                    |
| 0 — 14 років                       | 0 — 14 років                       |                                    | 21,9%                              | 21,9%                              |
| 15 — 64 років                      | 15 — 64 років                      |                                    | 58,2%                              | 58,2%                              |
| 65 і більше                        | 65 і більше                        |                                    | 19,8%                              | 19,8%                              |
| 85 і більше                        | 85 і більше                        |                                    | 1,3%                               | 1,3%                               |
| Середній вік (років)               | Середній вік (років)               | 40,342,2                           | 41,2                               | 41,2                               |
| Медіана (років)                    | Медіана (років)                    | 43,044,2                           | 43,3                               | 43,3                               |
| — чоловіки — жінки                 |                                    |                                    |                                    |                                    |

| Походження мешканців:     | Походження мешканців:     | Походження мешканців: | Походження мешканців: | Походження мешканців: |
| ------------------------- | ------------------------- | --------------------- | --------------------- | --------------------- |
| Походження                |                           |                       | осіб                  | %                     |
| Корінні американці        | Корінні американці        |                       | 35                    | 3.38%                 |
| Інше північноамериканське | Інше північноамериканське |                       | 355                   | 34.3%                 |
| Європейське               | Європейське               |                       | 815                   | 78.74%                |
| британське                | британське                |                       | 515                   | 49.76%                |
| французьке                | французьке                |                       | 55                    | 5.31%                 |
| українське                | українське                |                       | 130                   | 12.56%                |
| Африканське               | Африканське               |                       | 30                    | 2.9%                  |
| Азійське                  | Азійське                  |                       | 15                    | 1.45%                 |

| Зайнятість населення за галузями (за класифікацією NOC): | Зайнятість населення за галузями (за класифікацією NOC): | Зайнятість населення за галузями (за класифікацією NOC): | Зайнятість населення за галузями (за класифікацією NOC): | Зайнятість населення за галузями (за класифікацією NOC): |
| -------------------------------------------------------- | -------------------------------------------------------- | -------------------------------------------------------- | -------------------------------------------------------- | -------------------------------------------------------- |
|                                                          |                                                          |                                                          |                                                          |                                                          |
| Управління                                               | Управління                                               |                                                          | 33%                                                      | 33%                                                      |
| Бізнес, фінанси та адміністрування                       | Бізнес, фінанси та адміністрування                       |                                                          | 6,4%                                                     | 6,4%                                                     |
| Природничі та прикладні науки                            | Природничі та прикладні науки                            |                                                          | 1,8%                                                     | 1,8%                                                     |
| Охорона здоров'я                                         | Охорона здоров'я                                         |                                                          | 5,5%                                                     | 5,5%                                                     |
| Освіта, правозахист, муніципальні та урядові служби      | Освіта, правозахист, муніципальні та урядові служби      |                                                          | 6,4%                                                     | 6,4%                                                     |
| Роздрібна торгівля та послуги                            | Роздрібна торгівля та послуги                            |                                                          | 11,9%                                                    | 11,9%                                                    |
| Гуртова торгівля, транспорт та обладнання                | Гуртова торгівля, транспорт та обладнання                |                                                          | 14,7%                                                    | 14,7%                                                    |
| Природні ресурси, сільське господарство                  | Природні ресурси, сільське господарство                  |                                                          | 17,4%                                                    | 17,4%                                                    |
| Виробництво                                              | Виробництво                                              |                                                          | 4,6%                                                     | 4,6%                                                     |

## Клімат
Середня річна температура становить 2,2°C, середня максимальна – 23,4°C, а середня мінімальна – -24,3°C. Середня річна кількість опадів – 501 мм.
| Клімат поселення                              | Клімат поселення | Клімат поселення | Клімат поселення | Клімат поселення | Клімат поселення | Клімат поселення | Клімат поселення | Клімат поселення | Клімат поселення | Клімат поселення | Клімат поселення | Клімат поселення | Клімат поселення |
| Показник                                      | Січ.             | Лют.             | Бер.             | Квіт.            | Трав.            | Черв.            | Лип.             | Серп.            | Вер.             | Жовт.            | Лист.            | Груд.            |                  |
| Середній максимум, °C                         | −11,72           | −8,02            | −1,2             | 8,69             | 16,80            | 22,60            | 23,44            | 22,66            | 16,72            | 10,10            | 0,13             | −9,65            |                  |
| Середня температура, °C                       | −18,02           | −14,32           | −7,51            | 2,37             | 10,47            | 16,29            | 19,10            | 18,30            | 12,40            | 5,70             | −4,2             | −13,99           |                  |
| Середній мінімум, °C                          | −24,33           | −20,64           | −13,83           | −3,94            | 4,16             | 10,00            | 14,78            | 14,00            | 8,05             | 1,40             | −8,54            | −18,34           |                  |
| Норма опадів, мм                              | 21               | 17               | 28               | 30               | 61               | 80               | 73               | 62               | 49               | 35               | 22               | 23               |                  |
| Середньомісячна швидкість вітру, м/с          | 3.90             | 3.85             | 4.00             | 4.20             | 4.30             | 3.90             | 3.40             | 3.60             | 3.94             | 4.20             | 4.10             | 3.90             |                  |
| Середньомісячна сонячна радіація, кДж/м²·день | 4046             | 7336             | 12596            | 17313            | 20120            | 21306            | 21813            | 18458            | 12787            | 7596             | 4140             | 3085             |                  |
| --------------------------------------------- | ---------------- | ---------------- | ---------------- | ---------------- | ---------------- | ---------------- | ---------------- | ---------------- | ---------------- | ---------------- | ---------------- | ---------------- | ---------------- |
| Джерело:                                      |                  |                  |                  |                  |                  |                  |                  |                  |                  |                  |                  |                  |                  |